# Duraisamy Simon Lourdusamy
Hans eminence Duraisamy Simon Lourdusamy, som regel kaldt D. Simon Lourdusamy (født 5. februar 1924 i Kallery nær Pondicherry i Tamil Nadu i Indien, død 2. juni 2014) var en af den katolske kirkes kardinaler. Han var ærkebiskop af Pondicherry-Cuddalore 1962–1968 og derefter af Bangalore 1968–1973, og blev så kaldt til Rom hvor han arbejdede i kurien og til slut blev præfekt for Kongregationen for Østkirkerne 1985–1991. Han blev kardinal i 1985. 